# Île des Oiseaux
Île des Oiseaux (a veces llamada Île aux Oiseaux; literalmente en español: «Isla de los Pájaros») es una pequeña isla deshabitada del delta del Saloum en el país africano de Senegal, que se encuentra cerca de la isla de Mar Lodj y de la localidad de Ndangane. Posee una superficie estimada en 210 hectáreas y administrativamente depende de la Región de Fatick.